# Мальтійські кішки
Мальтійське забарвлення (англ. maltese) — це вид забарвлення у кішок, в якому переважають сірий та «блакитний» кольори. Є припущення, що перші кішки з таким забарвленням були знайдені на острові Мальта, звідки і пішла назва забарвлення. Раніше кішок з мальтійським забарвленням вважали за окрему породу, яку назвали британською блакитною. Але наразі, ця думка спростована.
Існують три породи, в яких мальтійське забарвлення є єдиним: корат, шартрез та російська блакитна. В таких породах, як британська короткошерста це забарвлення зустрічається дуже часто, але не є єдиним.
У кішки і кота блакитного, чи сірого, забарвлення завжди будуть народжуватися повністю блакитні (чи сірі) кошенята.
В літературі згадується в назві оповідання Редьярда Кіплінга — «Мальтійська кішка» (англ. The Maltese Cat).

## Приклади мальтійських забарвлень

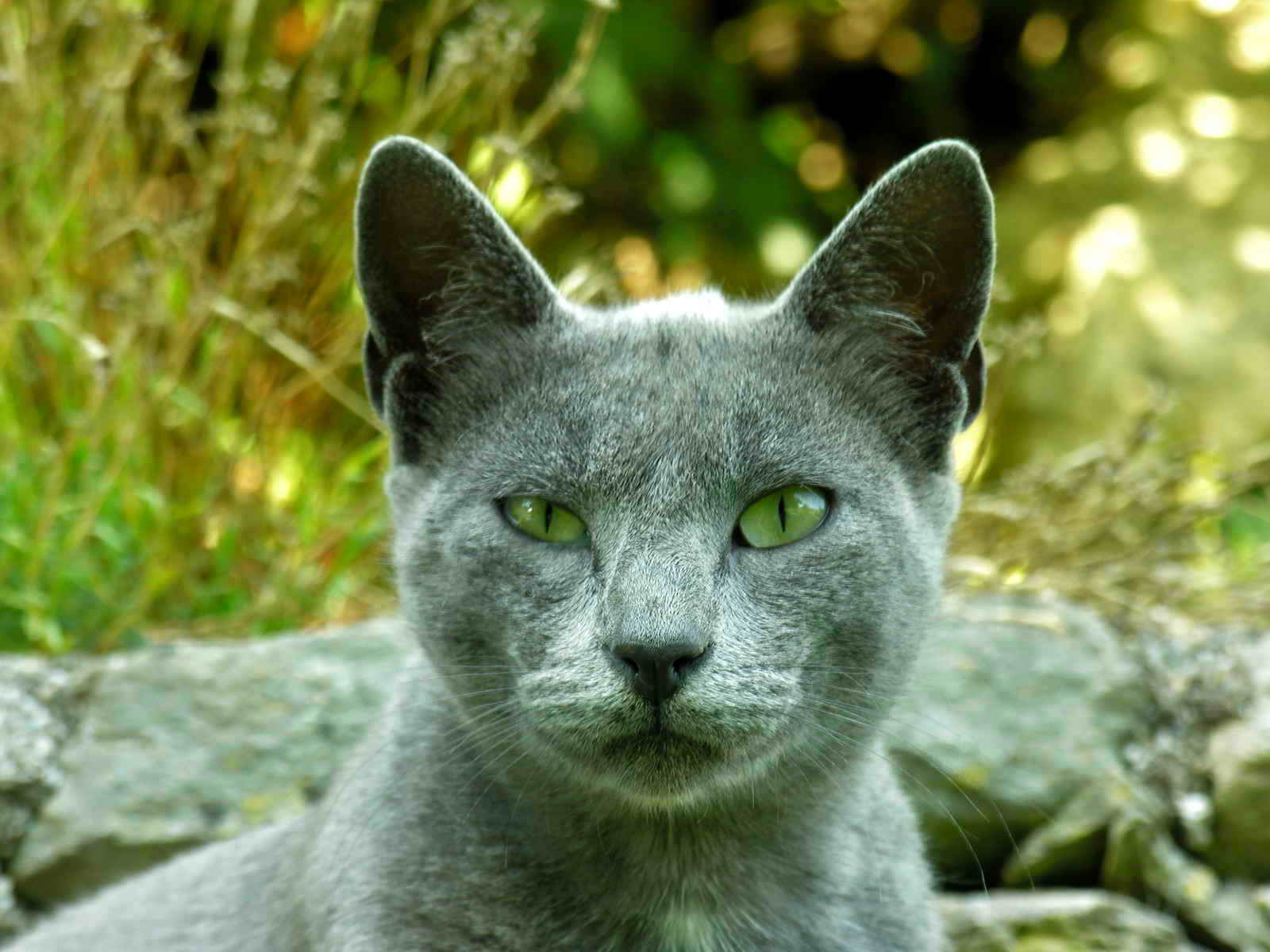
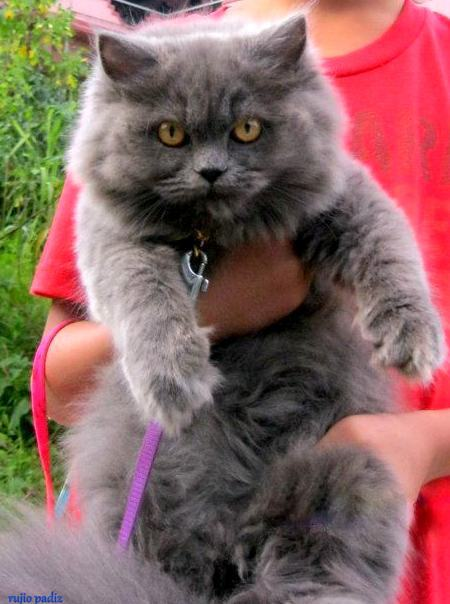
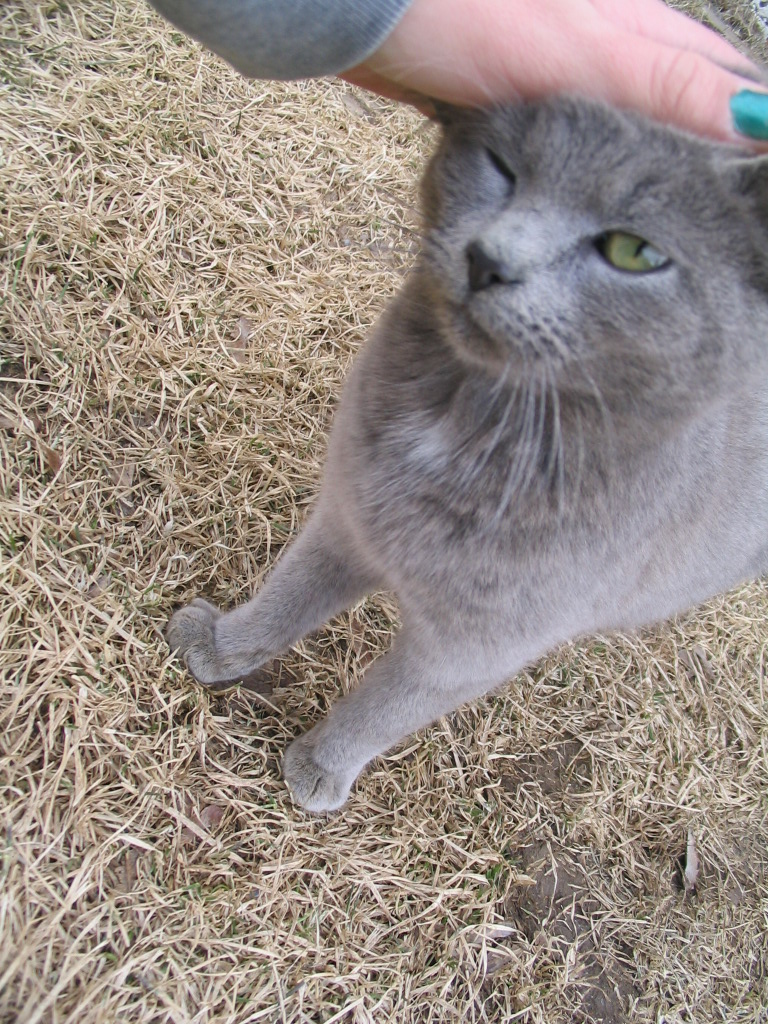
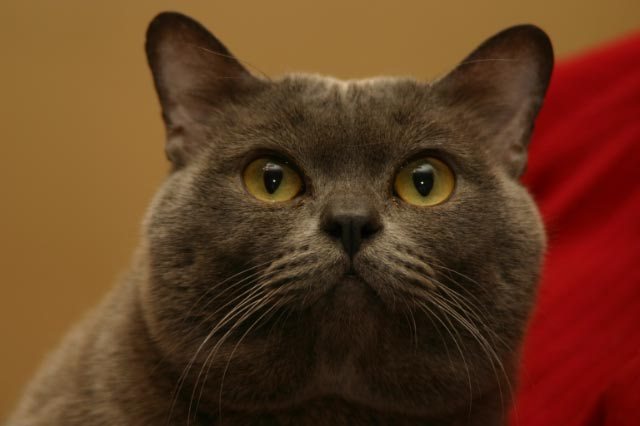
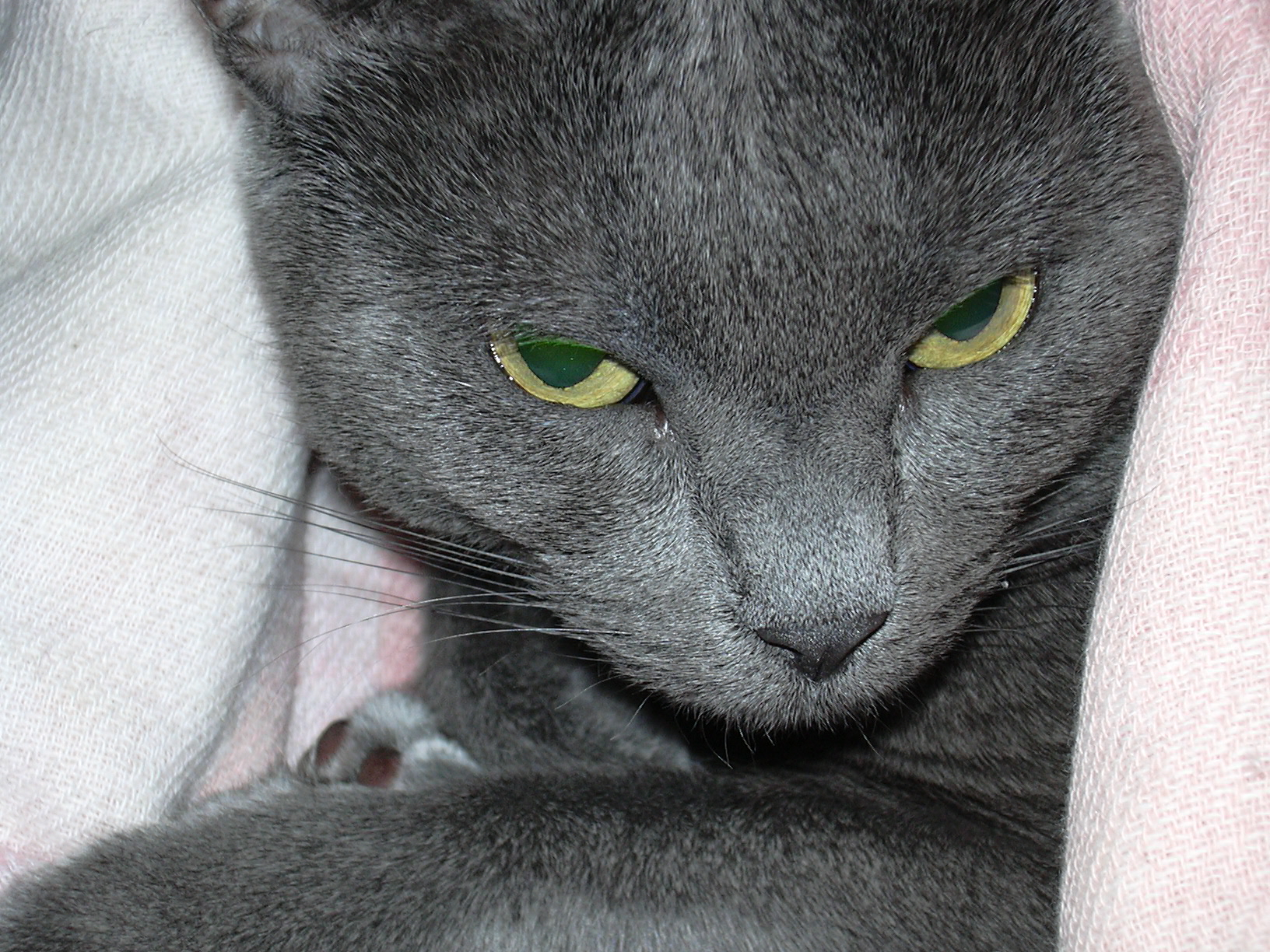
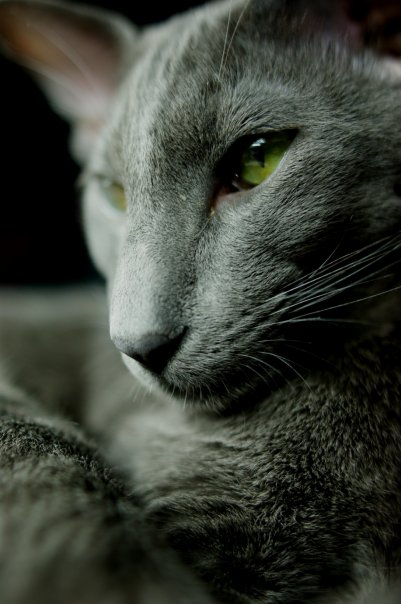
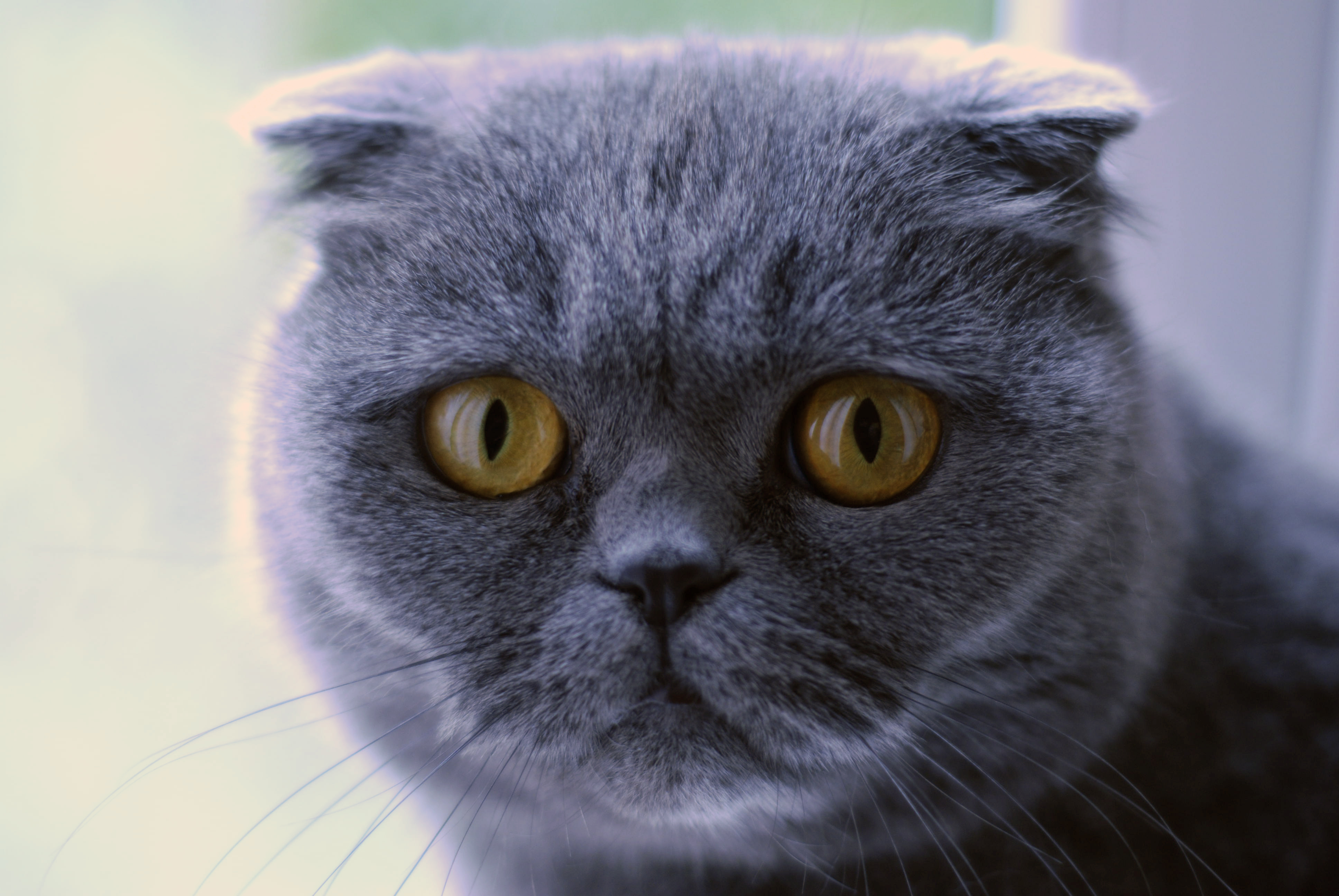
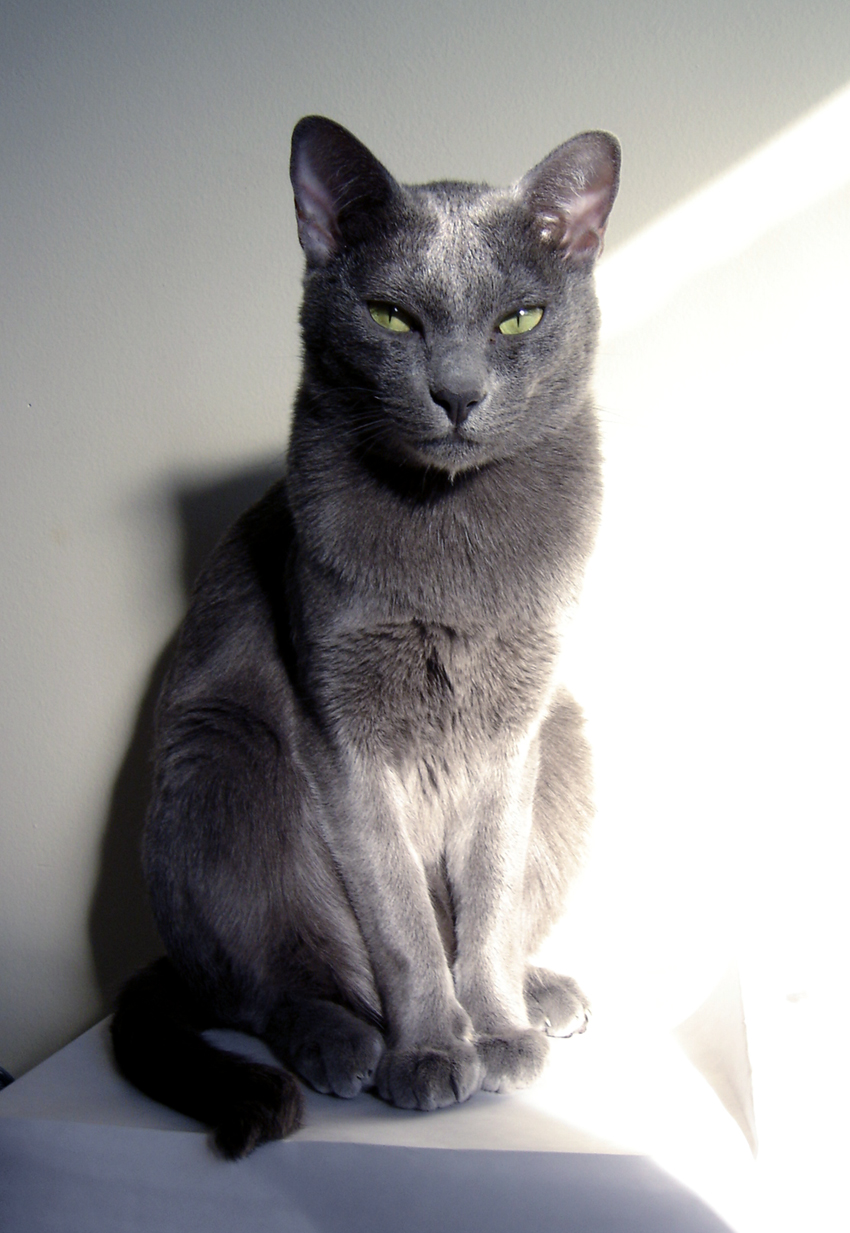
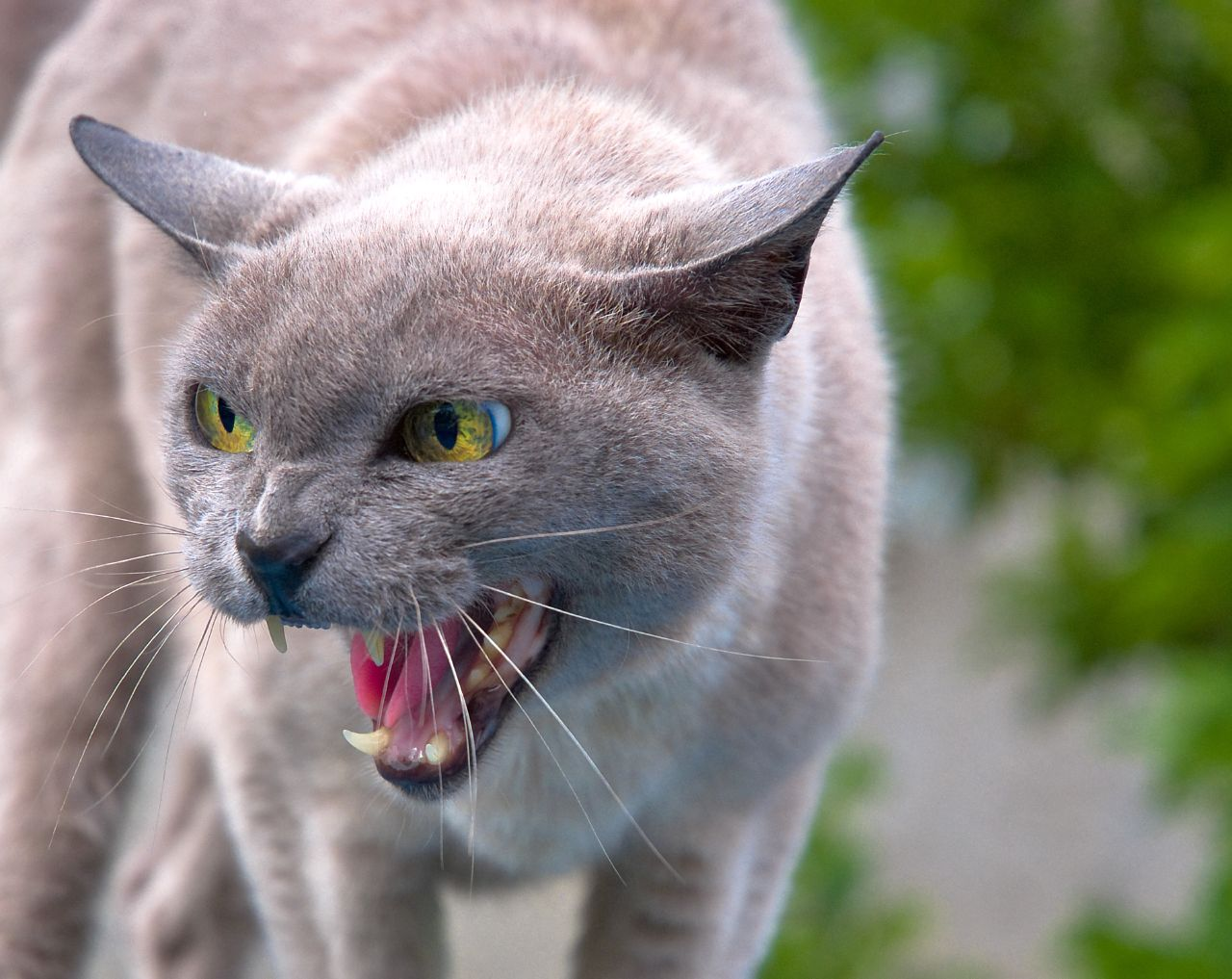
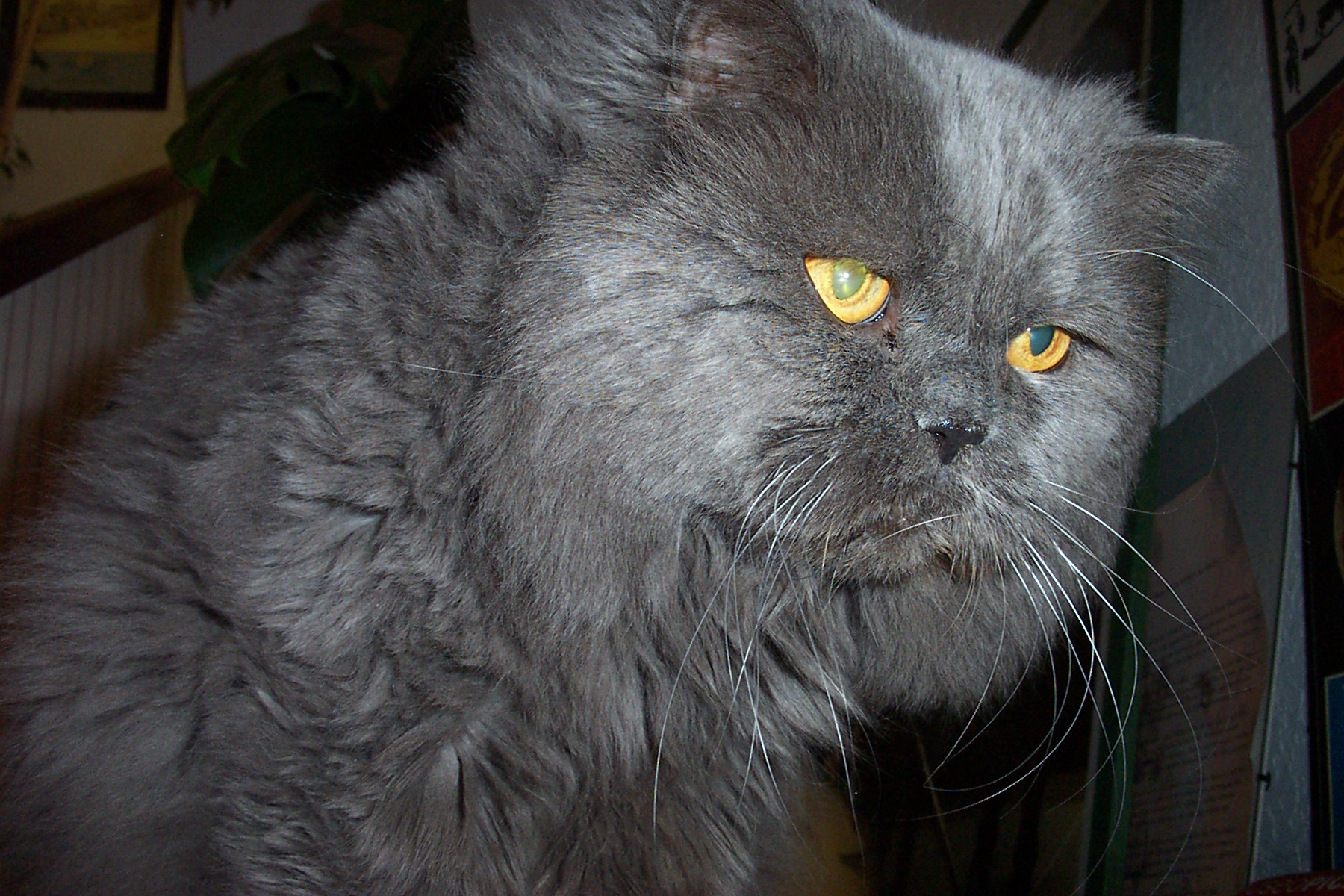
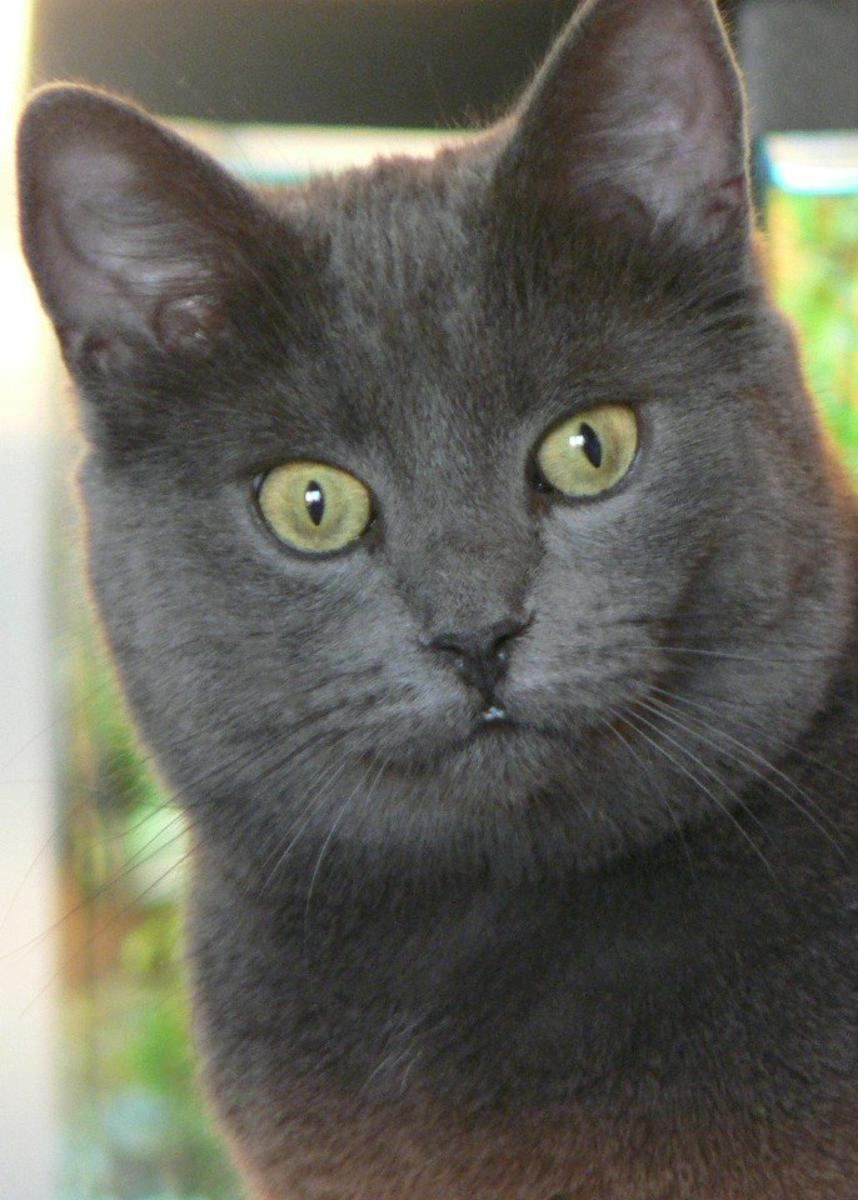
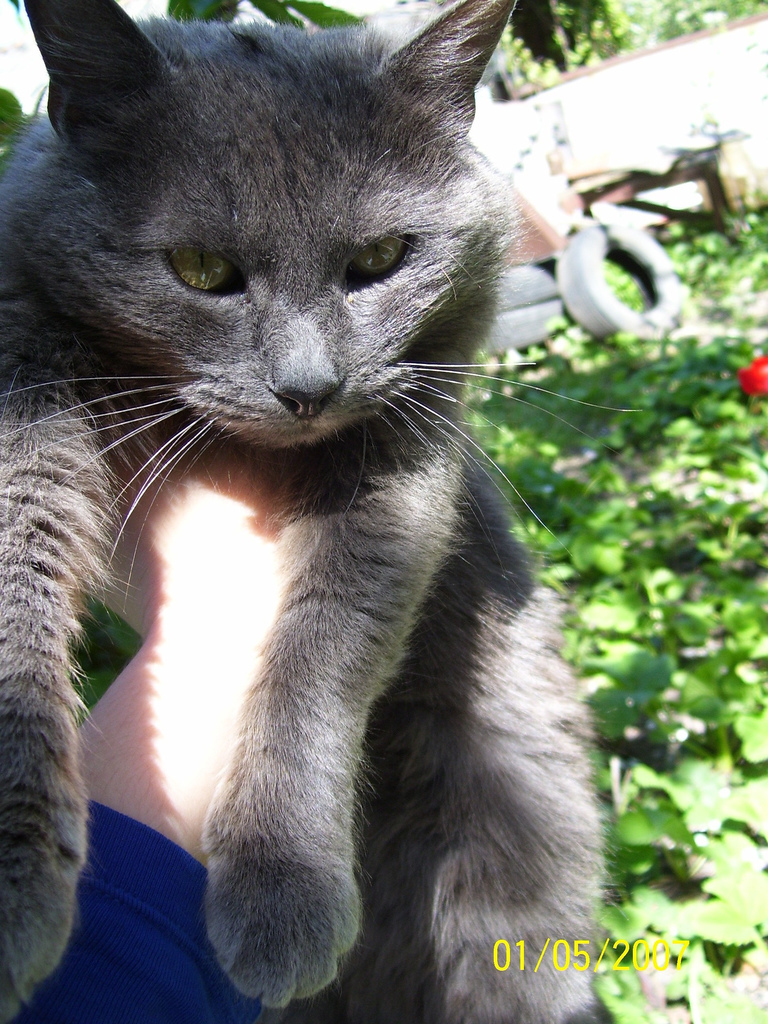

## Породи з мальтійським забарвленням
- Шартрез
- Корат
- Російська блакитна
- Британська короткошерста кішка